# Henryk Czudek
Henryk Czudek (ur. 15 grudnia 1930 w Rudzie, zm. 13 sierpnia 2006 w Warszawie) – polski inżynier mostownictwa, specjalista w zakresie inżynierii lądowej, profesor zwyczajny Politechniki Warszawskiej.

## Życiorys

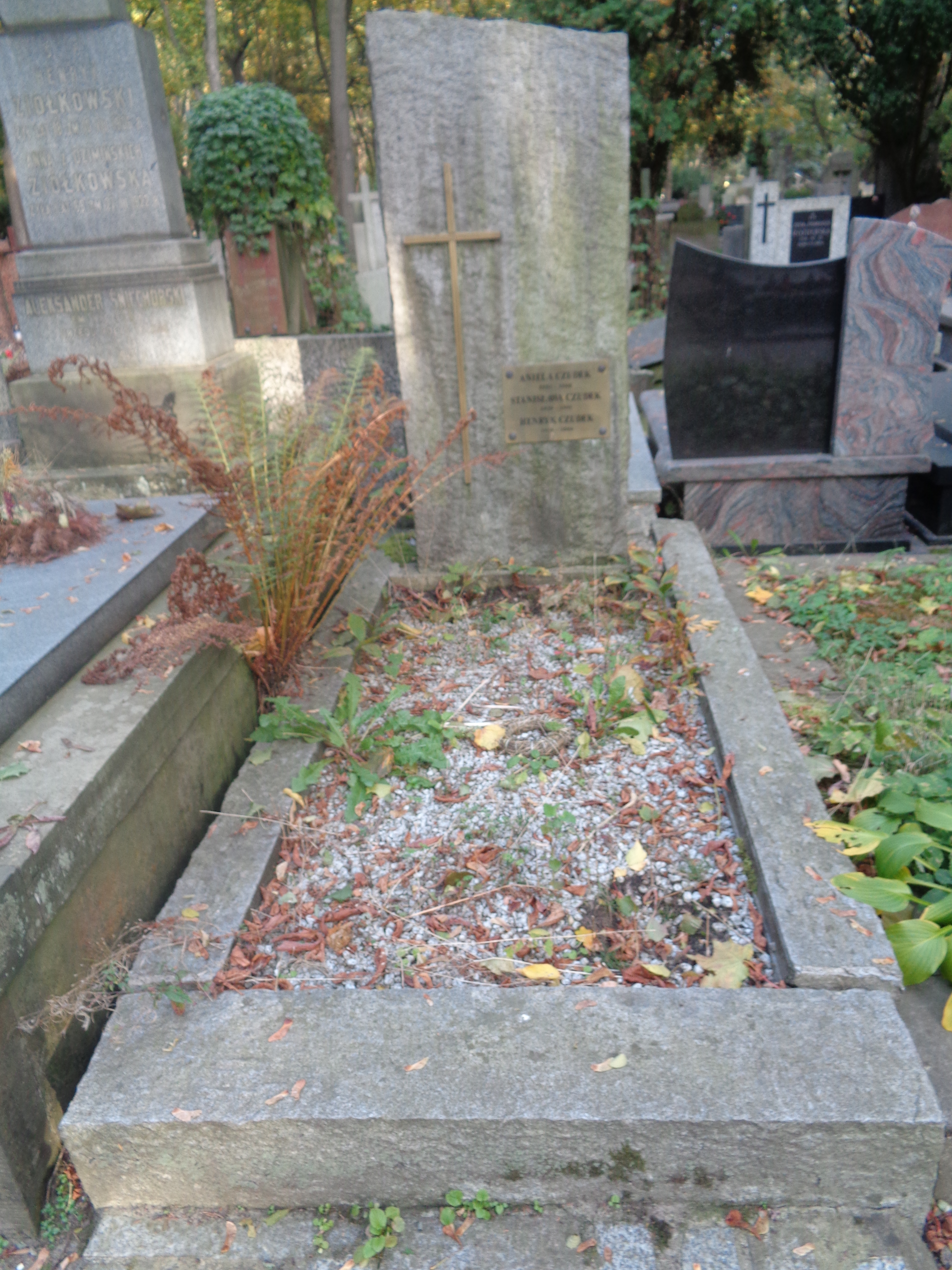
Grób Henryka Czudka na cmentarzu Powązkowskim w Warszawie

Jego rodzicami byli Andrzej Czudek i Aniela z domu Kaleta. Pochodził z wielodzietnej rodziny - miał 3 siostry: Anielę, Hannę, Danutę oraz brata bliźniaka Andrzeja.
Po ukończeniu studiów inżynierskich na Politechnice Warszawskiej pozostał na uczelni pełniąc funkcję asystenta profesora Franciszka Szelągowskiego w Katedrze i Zakładzie Budowy Mostów Stalowych na Wydziale Budownictwa Lądowego. W 1959 wyjechał na stypendium i staż naukowy do uniwersytetu w Karlsruhe, który odbył pod kierunkiem specjalisty budowy mostów prof. Otto Steinhardta. Wszystkie stopnie awansu naukowego przeszedł na Politechnice Warszawskiej. W latach 1969–1970 kierował Katedrą Mostów i Budowli Podziemnych. Od 1970 do przejścia na emeryturę w 2001 był kierownikiem Zakładu Mostów w Instytucie Dróg i Mostów. W 1974 został profesorem nadzwyczajnym, a w 1979 zwyczajnym. W latach 1975–1981 pełnił funkcję dziekana Wydziału Inżynierii Lądowej Politechniki Warszawskiej.
Był konsultantem naukowym przy przebudowie (Most im. Ks. Józefa Poniatowskiego w Warszawie) i budowie największych mostów w Polsce (m.in. Most Łazienkowski, Most Świętokrzyski, Most Siekierkowski w Warszawie, most w Połańcu). Należał do Związku Mostowców RP.
Został pochowany na cmentarzu Powązkowskim w Warszawie (kw. 279-VI-23). 

## Wybrane publikacje
- Trwałość mostów drogowych
- Podstawy mostownictwa
- Mosty tymczasowe
- Stalowe pomosty użebrowane
- Mosty